# Scolopendra negrocapitis
Scolopendra negrocapitis är en mångfotingart som beskrevs av Zhang och Wang 1999. Scolopendra negrocapitis ingår i släktet Scolopendra och familjen Scolopendridae. Inga underarter finns listade i Catalogue of Life.